# 池州市第三中学
池州市第三中學（简称池州三中），是一所位于中华人民共和国安徽省池州市贵池区的完全中學，是池州市示范高中。学校的前身可追溯到1979年4月创办的貴池縣“8·26”小学初中班。

## 历史
1979年4月，池州地区革命委员会池革字79〔24〕号文件《关于同意贵池县城内增办第三中学的批复》批复成立贵池县立第三中学，校址驻城北青峰岭，时为“8·26”小学下辖的初中班。1981年7月，从“8·26”小学分离，贵池县立第三中学改名为贵池县第三中学。1984年7月，增设职业高中部，将县立第二中学附设的一个财会班并入，该校随之更名为“贵池县高级职业中学”。贵池县高级职业中学設立家用電器、财会、土建等班，學制兩年。
1989年3月，因池州地区恢复建制，贵池撤县建市，“貴池縣高級職業中學”并入“貴池縣教師進修學校”，更名為“貴池市職教中心”，遷址于城南南湖路；原址改建贵池市第三中学，為一普通完全中學。2000年12月，更名为池州市贵池区第三中学。2002年12月，贵池区第三中学被评为池州市示范高中。2008年12月，为调整城市教育布局，经池州市人民政府批准，改名为池州市第三中学。